# Venus Berlin

Venus – Logo

Die Venus ist eine Erotikmesse und gilt mit über 270 Ausstellern aus mehr als 40 Ländern und jährlich rund 34.000 Besuchern als weltweit größte Fachmesse der Pornobranche. Sie findet seit dem Jahr 1997 jährlich in Berlin auf dem Messegelände unter dem Funkturm statt. 2006 wurden erstmals Venus-Messen in Paris und Shanghai veranstaltet.

## Hintergrund

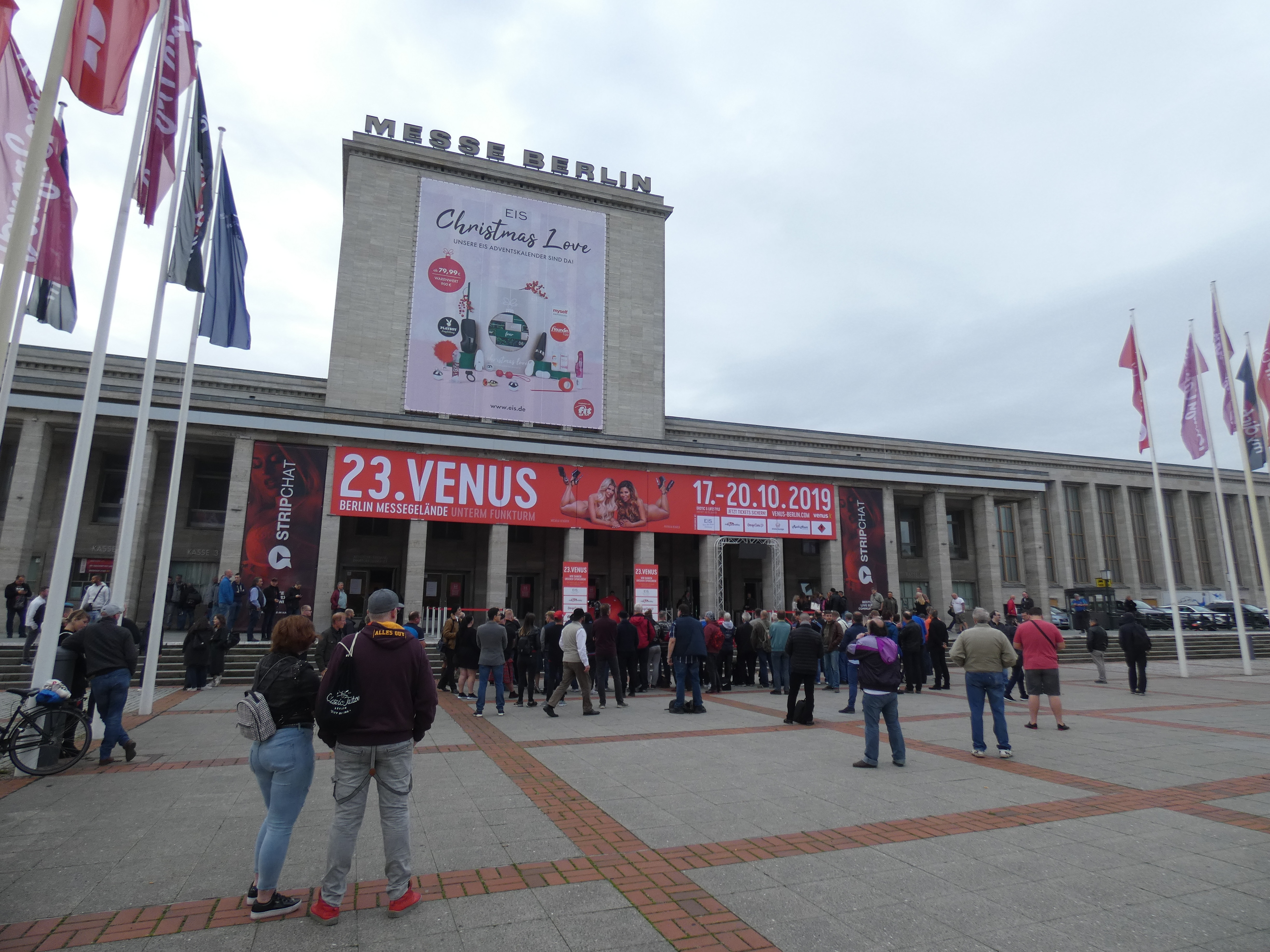
Der Haupteingang zur Venus

Veranstalter der Messe ist die Venus Berlin GmbH, Geschäftsführer Sven Hurum.
Anlässlich der Venus werden jährlich Preise der deutschen Pornobranche verliehen, bis 2004 und mittlerweile wieder der gleichnamige Venus Award, von 2005 bis 2009 der Eroticline Award. Vor Beginn der Erotikmesse wird bei der Miss Venus das Aushängeschild der Messe gewählt. Nach sechs Jahren Pause wurde der Venus Award 2010 wieder in 48 Kategorien an die erfolgreichsten Branchengrößen aus dem Bereich Erotik verliehen.
2016 gab es 30.000 Besucher auf der Messe. 2020 und 2021 wurde die Messe auf Grund der COVID-19-Pandemie in Deutschland abgesagt. Sie fand nach einer Pause vom 20. bis 23. Oktober 2022 wieder statt. 2024 besuchten rund 34.000 Menschen die Venus Berlin, was einem neuen Besucherrekord entsprach.
Die Messe findet 2025 vom 25. bis zum 28. September statt.

## Botschafter
Seit 2008 wirbt die Veranstaltung mit Prominenten als Botschafter und Werbegesicht auf den Werbeplakaten für die Veranstaltung:
- 2008: Tatjana Gsell
- 2009: Nadja Abd el Farrag
- 2010: Angie Katze
- 2011: Micaela Schäfer
- 2012: Gina-Lisa Lohfink
- 2013: Sophia Wollersheim und Micaela Schäfer
- 2014: Bettie Ballhaus, Nina Kristin und Micaela Schäfer
- 2015: Mia Julia Brückner und Micaela Schäfer
- 2016: Sarah Joelle Jahnel, Lexy Roxx, Mia Julia Brückner und Micaela Schäfer
- 2017: Julia Jasmin Rühle und Micaela Schäfer
- 2018: Micaela Schäfer, Lexy Roxx, Lucy Cat und Schnuggie91
- 2019: Micaela Schäfer, Patricia Blanco
- 2020–2021: ausgefallen (coronabedingt)
- 2022: Micaela Schäfer, Fiona Fuchs, Hanna Secret, Josy Black
- 2023: Micaela Schäfer, Anne Wünsche, Texas Patti, Lena Nitro, RoxxyX, Diana Fetish, Anike Ekina
- 2024: Micaela Schäfer, Little Caprice, Vanessa Liberte, Calvin Kleinen, Inkasso Ingo, Costina Munteanu